# Kościół Świętego Pawła we Frankfurcie nad Menem
Kościół Świętego Pawła (niem. Paulskirche) – były kościół ewangelicko-augsburski, położony w centrum Frankfurtu nad Menem przy Paulsplatz 11.
Zaprojektowany przez architekta Johanna Friedricha Christiana Hessa jako neoklasycystyczna rotunda i zbudowany w latach 1789–1833. Uroczyście poświęcony 9 czerwca 1833. Stanowi wybitny przykład architektury klasycystycznej w Niemczech.
Kościół Świętego Pawła był latach 1848–1849 miejscem obrad delegatów Zgromadzenia Narodowego we Frankfurcie, pierwszego wybranego w wolnych wyborach parlamentu niemieckiego, który jednak poniósł porażkę w konfrontacji z władzą panujących wówczas w Niemczech książąt.
Do 1944 służył jako główny ewangelicko-augsburski kościół Frankfurtu. 18 i 22 marca 1944 kościół św. Pawła został zbombardowany, wskutek czego doszczętnie spłonął. Po wojnie został odbudowany. 18 maja 1948, w setną rocznicę Zgromadzenia Narodowego, został ponownie uroczyście otwarty. Od tamtego czasu ma status pomnika narodowego i jest używany do organizowania wystaw i imprez publicznych.

## Historia i architektura

### XVIII-XIX w.
W 1786 główny ewangelicko-luterański kościół Frankfurtu (dawny franciszkański) musiał być rozebrany z powodu popadnięcia w ruinę. W 1789 roku na zlecenie miasta rozpoczęto budowę nowego kościoła zaprojektowanego przez architekta miejskiego Andreasa Liebhardta. Od strony południowej miała być wieża, a od północnej klatka schodowa. Budynek pochwalił sam Johann Wolfgang von Goethe, ale odniósł się krytycznie do jego lokalizacji na Starym Mieście. Po śmierci Liebhardta jego barokowy projekt został przerobiony w stylu klasycystycznym przez architekta miejskiego Johanna Georga Christiana Hessa.
Ze względu na różnice zdań co do wyglądu wewnętrznego świątyni, a także z uwagi na stały brak pieniędzy budowa kościoła mogła być zakończona dopiero po 1830 według planów klasycystycznego architekta miejskiego Johanna Friedricha Christiana Hessa (syna Johanna Georga Christiana Hessa).
Budynek został zbudowany z czerwonego piaskowca. Wewnątrz była to wysoka na prawie 30 m sala, przesklepiona płaską kopułą i przekryta potężnym, zbliżonym do mansardowego dachem. Choć z powodu ograniczonych środków Hess nie zdołał ukształtować wnętrza w stylu francuskiej architektury doby rewolucji (panteonu w kształcie rotundy), to jednak zbudował biegnącą wokół budynku emporę wspartą na 20 kolumnach w porządku jońskim. Kościół mógł pomieścić prawie 2000 osób. Po stronie południowej zbudowano ołtarz i ambonę, umieszczoną nad nim. Znalazły się tam również organy Walckera – przez długi czas największe organy we Frankfurcie. Rzędy krzeseł ustawione były półkoliście wokół ołtarza. Kościół otrzymał wezwanie Świętego Pawła, a 9 czerwca 1833 został uroczyście poświęcony. Życie społeczności parafialnej przerwał wybuch rewolucji 1848. Kościół św. Pawła stał się wówczas miejscem obrad Zgromadzenia Narodowego.

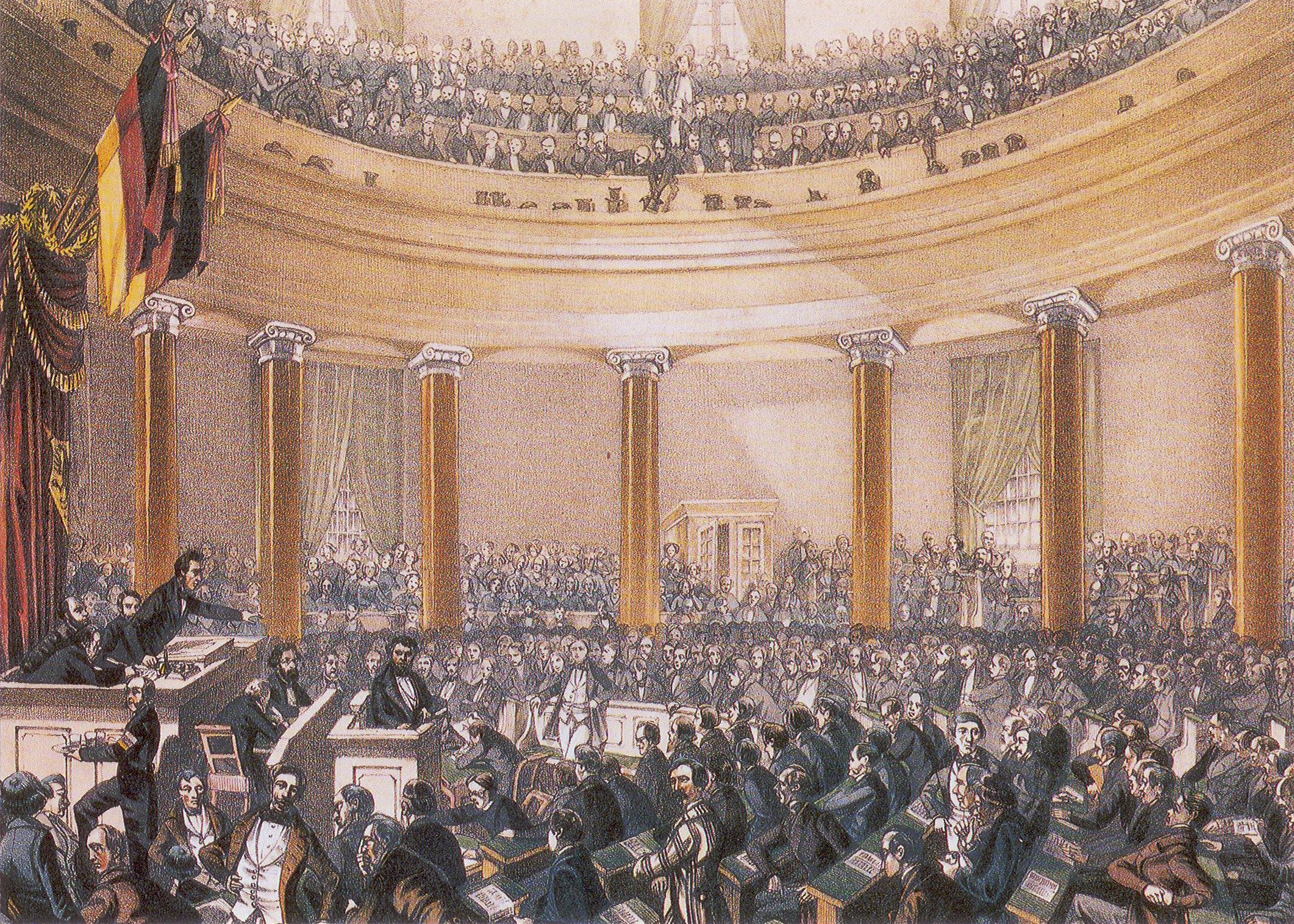
Posiedzenie Parlamentu frankfurckiego w kościele Świętego Pawła w 1848 r.

Jego pierwsze posiedzenia miało miejsce 18 maja 1848. Wówczas to przy biciu dzwonów i odgłosach salw armatnich 397 posłów zajęło swoje miejsca w kościele. Pre-parlament parlamentu frankfurckiego miał początkowo obradować w sali cesarskiej w budynku Römer, który jednak okazał się zbyt mały. Politycy przenieśli się więc do kościoła św. Pawła, który w ten sposób stał się miejscem obrad Frankfurckiego Zgromadzenia Narodowego (Frankfurter Nationalversammlung). Z tej okazji został on udekorowany czarno-czerwono-złotymi flagami i girlandami. Przed ołtarzem i amboną, które zostały ukryte za draperią w tych samych kolorach, ustawiono stół przewodniczącego i mównicę. Powyżej, na przesłoniętym prospekcie organowym, zawieszono transparent z obrazem Germanii.

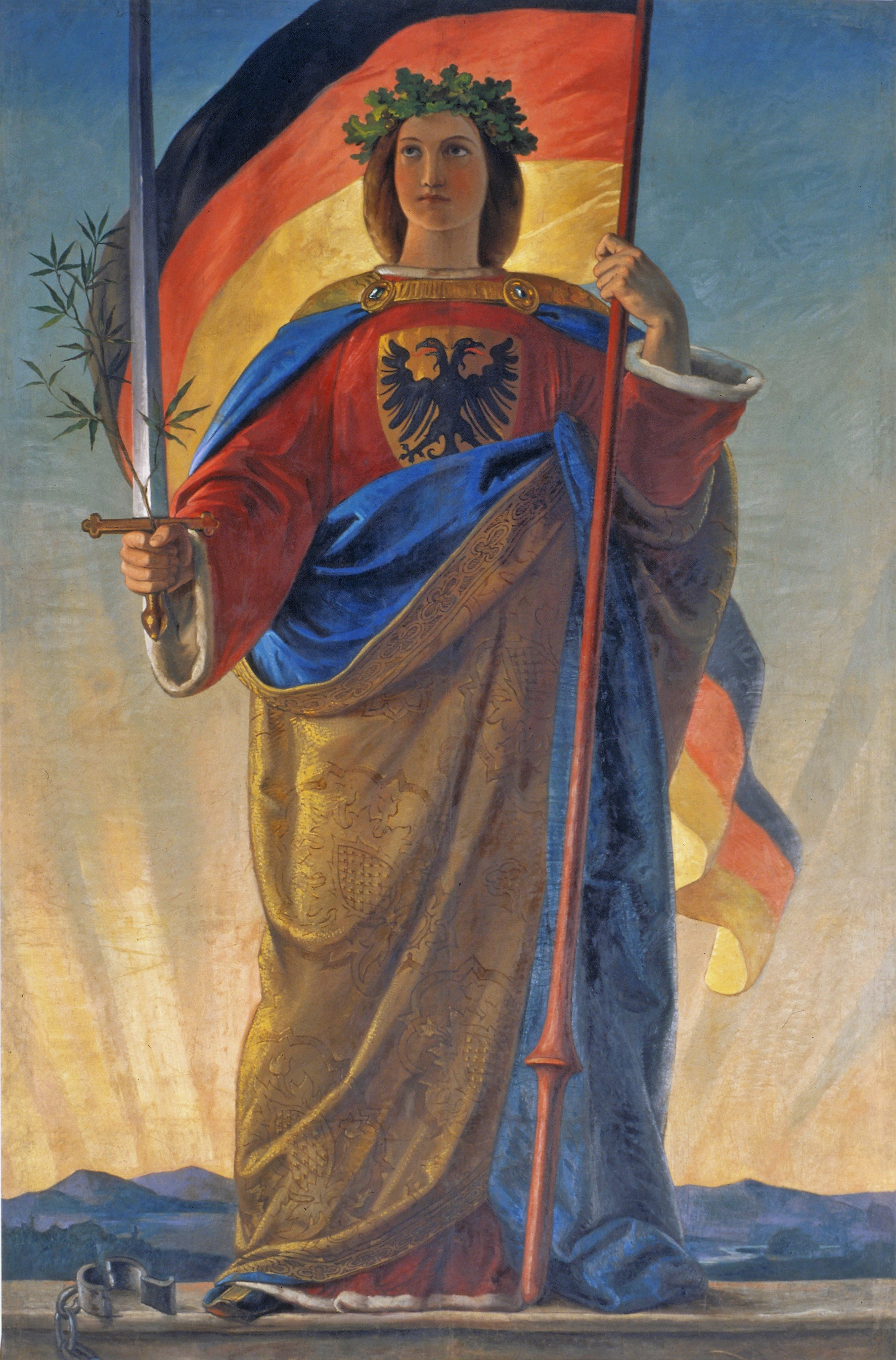
Germania

Obraz został namalowany w marcu 1848 roku a jego autorstwo przypisywane jest frankfurckiemu malarzowi Philippowi Veitowi (1793–1877). Obraz przedstawia postać Germanii jako alegorię formowania się narodu niemieckiego, ukazaną na tle wschodzącego słońca, zwiastującego nową erę. Na pierwszym planie obrazu widnieją rozerwane żelazne łańcuchy, symbolizujące niedawno odzyskaną wolność. Postać Germanii trzyma w lewej dłoni czarno-czerwono-złotą flagę, która pojawiła się w marcu 1848 w rękach demonstrantów uczestniczących w rewolucji. Na głowie Germania ma wieniec z liści dębu, jako symbol niemieckiej lojalności, stabilności i jedności narodowej, w prawej ręce natomiast trzyma miecz Rzeszy, symbolizujący gotowość do obrony, oraz gałązkę oliwną jako symbol zgody narodu niemieckiego. Jej pierś zdobi godło Świętego Cesarstwa Rzymskiego – czarny podwójny orzeł z czerwonymi językami na złotym tle.
Dla potrzeb Zgromadzenia Narodowego dokonano pewnej przebudowy wnętrza wznosząc na wysokości 20 m drewniany strop w celu poprawy akustyki wnętrza. Ponadto założono oświetlenie gazowe i centralne ogrzewanie, to ostatnie jako jedno z pierwszych w Niemczech. Na czas robót instalacyjnych (od 4 listopada 1848 do 9 stycznia 1849) Zgromadzenie Narodowe przeniosło swe obrady do niemieckiego kościoła reformowanego na Targu Zbożowym (Kornmarkt). To w kościele reformowanym (a nie w Kościele św. Pawła) przyjęto 20 grudnia 1848 „Grundrechte des Deutschen Volkes” („Podstawowe prawa ludu niemieckiego”). 30 maja 1849 Zgromadzenie Narodowe obradowało po raz ostatni. Rewolucja upadła. Kościół św. Pawła do funkcji sakralnej powrócił dopiero 24 października 1852.

### XX w.

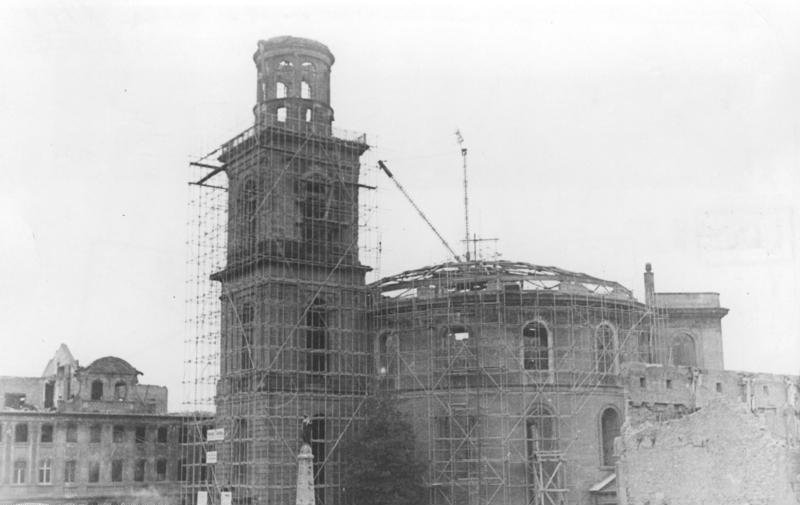
Odbudowa kościoła św. Pawła ze zniszczeń wojennych (1947)

Ostatnie w historii kościoła św. Pawła nabożeństwo odbyło się 12 marca 1944. Kilka dni później, budynek kościoła św. Pawła w wyniku bombardowania stanął w płomieniach. W następstwie pożaru runął dach, ostały się tylko wysokie na 28 m mury zewnętrzne, otoczone ruinami spalonego miasta. 17 marca 1947 rozpoczęto odbudowę kościoła, która zakończyła się w roku następnym. Prace nadzorowała grupa architektów w składzie: Rudolf Schwarz z Kolonii oraz Gottlob Schaupp i Johannes Krahn z Frankfurtu nad Menem. Kościół odbudowano w pierwotnym kształcie, wewnątrz natomiast zrezygnowano z przywrócenia empor; dla zamarkowania pierwotnych 20 kolumn zawieszono na stropie 20 świetlnych łańcuchów. Dawne okna witrażowe zastąpiły okna szklane wielkopowierzchniowe. Posadzka kościoła została podwyższona o 4 metry, dzięki czemu utworzono podziemne foyer z kuluarami i dodatkową piwnicę z garderobą, pokojami bocznymi i instalacją telefoniczną. Ściany zewnętrzne przepruto oknami, powiększono wejście prowadzące do kuluarów. Z powodu niedostatku drewna nie odbudowano też pierwotnego, wysokiego dachu, kładąc w jego miejsce dach płaski. 18 maja 1948, w 100. rocznicę inauguracyjnych obrad parlamentu frankfurckiego uroczyście oddano odbudowany kościół do użytku. Pierwotnie planowano urządzić w budynku byłego kościoła siedzibę Bundestagu, pomysł jednak opadł, gdy 3 listopada 1949 na stolicę nowo powstałej Niemieckiej Republiki Federalnej wybrano Bonn.
Po odbudowie ze zniszczeń wojennych kościołowi św. Pawła nadano status narodowego miejsca pamięci (nationale Gedenkstätte), natomiast jego wspólnota parafialna przeniosła się w 1949 r. do starego kościoła św. Mikołaja na placu Römerberg. Kościół św. Pawła stał się od tej chwili miejscem imprez kulturalnych. Wręczane są w nim m.in.: Nagroda Pokojowa Księgarzy Niemieckich (niem. Friedenspreis des Deutschen Buchhandels) i Nagroda Goethego (Goethepreis der Stadt Frankfurt). Laureatami tej ostatniej byli m.in. pisarze: Thomas Mann (1949) i Carl Zuckmayer (1952), architekt Walter Gropius (1961) i szwedzki reżyser Ingmar Bergman (1976). 25 czerwca 1963 w murach kościoła gościł prezydent Stanów Zjednoczonych John F. Kennedy.

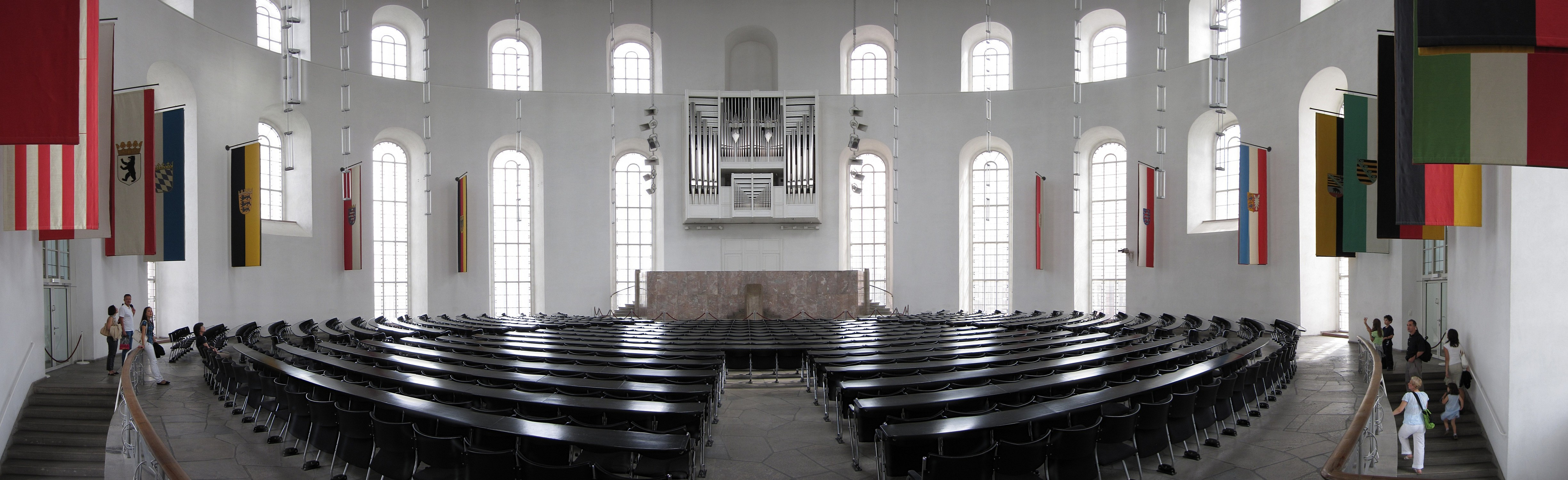
Wnętrze kościoła Świętego Pawła

### Renowacja 1986–1991
W 1986 miasto Frankfurt zdecydowało się na przebudowę i remont kościoła św. Pawła, który miał zachować architektoniczną koncepcję powojennej odbudowy z 1948, zaś podjęte wówczas założenia artystyczne miały być zrealizowane do końca.
Oprócz modernizacji technicznej postanowiono poprawić akustykę wnętrza i zamontować windy, których to zamierzeń wcześniej nie zrealizowano z powodów finansowych,. Zmodernizowano m.in. okna nadając im formę artystyczną, odlano nowe dzwony i zbudowano nowe organy, które zastąpiły prowizoryczne organy z 1948. Na fasadzie postanowiono umieścić podobizny ważnych, historycznych postaci, a foyer ozdobić muralem. Pod kierunkiem Marii Schwarz i Klausa Wevera dokonano w latach 1986–1988 gruntownej renowacji kościoła, w trakcie której udało się spełnić wszystkie wymogi techniczne i koncepcje artystyczne, bez ingerencji w kształt budowli z 1948. Na projekt artystycznego wystroju okien oraz wystrój flagowy sali plenarnej, wykonanie malowideł ściennych w kuluarach i nowych dzwonów rozpisano konkurs. Okna wykonał witrażysta Wilhelm Buschulte, Maria Schwarz zaprojektowała nowy prospekt organowy oraz wykonane techniką żakardową flagi krajów związkowych, które nadały sali plenarnej uroczysty charakter. Zaprojektowany przez artystę Johannesa Grützke i wykonany w latach 1987–1991 mural zatytułowany „Zug der Volksvertreter” („Pochód przedstawicieli narodu“) przedstawia posłów idących do kościoła św. Pawła, uformowanych w długi, pozornie niekończący się, zwarty front. W postaciach ubranych na czarno parlamentarzystów rozpoznać można znane osobistości, zarówno historyczne, jak i współczesne. Odlaniem nowych dzwonów zajęli się trzej artyści: „Luther-glocke” – Franziska Lenz-Gerharz, „Bürgerglocke” – Harry McLean i „Stadtglocke” – Emil Wachter.

### Ważne rocznice
W 1994 z okazji 1200. rocznicy założenia miasta francuski artysta Philippe Petit przeciągnął pomiędzy kościołem Świętego Pawła a katedrą długą na 300 m linę, zawieszoną na wysokości 60 do 70 m. Wykonał na niej trwający 30 minut bieg, podczas którego przedstawił w formie pantomimy ważne wydarzenia z historii miasta.
W 1998 kościół Świętego Pawła stał się miejscem okolicznościowych wystaw z okazji 150. rocznicy narodzin niemieckiej demokracji. Z tej okazji zmodernizowano stałą wystawę „Die Paulskirche. Symbol demokratischer Freiheit und nationaler Einheit” („Kościół św. Pawła. Symbol demokratycznej wolności i narodowej jedności”).

## Wystrój

### Wystrój wewnętrzny
Obecny swój wygląd kościół św. Pawła zawdzięcza renowacji z lat 1998–1991. Wewnątrz jest to pomalowana na biało sala plenarna, na której wyposażenie składają się: proste krzesła, mównica, podium dla przedstawicieli rządu i organy. Na ścianach wiszą flagi krajów związkowych Niemiec.

#### Organy

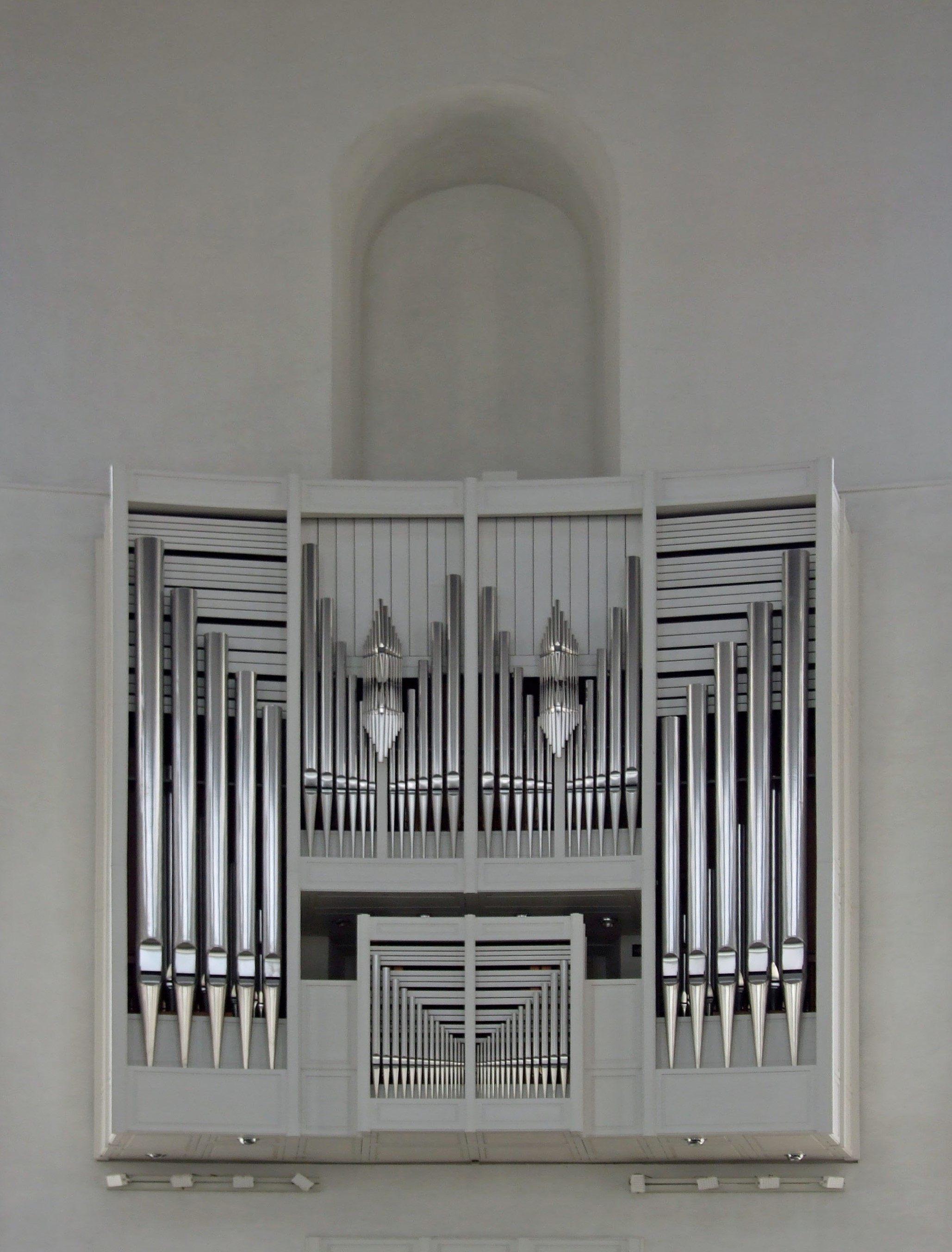
Nowe organy w kościele Świętego Pawła

Kościół Świętego Pawła posiadał przed II wojną światową organy zbudowane w 1833 r. przez zakład organmistrzowski Eberhard Friedrich Walcker. Miały one 73 głosy podzielone na 3 manuały i 2 pedały i stanowiły do końca XIX w. znaczący przykład osiągnięć sztuki organmistrzowskiej. Walcker wraz ze zbudowaniem tych organów zapoczątkował tradycję wielkich, romantycznych organów w Niemczech. Organy jego uległy zniszczeniu w czasie II wojny światowej. Nowe organy zbudował w 1988 zakład organmistrzowski Orgelbau Johannes Klais z Bonn. Mają one 3324 piszczałki zgrupowane w 45 głosów podzielonych na 3 manuały i pedał. Prospekt organowy, zaprojektowany przez Marię Schwarz i Klausa Flügla, posiada, w przeciwieństwie do dawnego prospektu organów Walckera, czytelny podział na poszczególne werki: w centrum znajduje się Hauptwerk (manuał główny) z jego lustrzanym pryncypałem, nad nim Schwellwerk (zespół głosów w szafie ekspresyjnej) a poniżej, lekko wysunięty do przodu, Rückpositiv (pozytyw plecowy). Całość flankują piszczałki należące do sekcji pedału. Szafa organowa została wykonana z dębu. Organy mają wiatrownice i mechaniczną trakturę gry.
Choć kościół Świętego Pawła nie był pomyślany jako sala koncertowa i nie może być za takową uważany, to znajdujące się w nim nowe organy stanowią interesujący instrument, wzbogacający „krajobraz organowy” Frankfurtu nad Menem.
Organy mają następującą dyspozycję:
| I. Rückpositiv C–a³ | II. Hauptwerk C–a³ | III.Schwellwerk C–a³ | Pedal C– g1 |
| Gedackt 8' Quintade 8' Praestant 4' Rohrflöte 4' Nasard 2⅔' Waldflöte 2' Terz 1³/5' Quinte 1⅓' Scharff 4fach 1' Cromorne 8' | Bourdon 16' Principal 8' Doppelflöte 8' Gambe 8' Octave 4' Hohlflöte 8' Quinte 2⅔' Oktave 2' Mixtur 5fach 2' Cimbel 3fach 1/2’ Cornet 5fach 8' Trompete 8′ | Gedackt 16' Principal 8' Röhfrflöte 8' Salicional 8' Vox céleste 4' Octave 4' Flauto trav. 4' Quinte 2⅔' Piccolo 2' Progressio 3–5fach 2⅔' Basson 16' Oboe 8' Clairon 4' | Praestant 16' Subbaß 16' Octave 8' Gedackt 8' Octave 4' Nachthorn 2' Rauschpfeile 4–5fach 2⅔' Posaune 16' Trompete 8′ Clarine 4' |

- Połączenia: I/II, III/II,II/P, III/P,
- Tremulant[d] dla Rückpositivu i Schwellwerku
- Mechaniczna traktura gry
- Mechaniczna traktura rejestrowa
- Dodatkowa elektryczna traktura rejestrowa ze 128 kombinacjami[e] elektronicznego setzera[f]

### Wystrój zewnętrzny
Z biegiem czasu na fasadzie kościoła pojawiły się różne posągi i tablice pamiątkowe:
- kamienny relief pruskiego polityka Heinricha Friedricha Karla vom Stein,
- posąg pierwszego prezydenta Republiki Weimarskiej Friedricha Eberta,
- pomnik ofiar narodowego socjalizmu,
- tablica pamiątkowa premiera Hesji Georga Augusta Zinna,
- tabliczka pamiątkowa Theodora Heussa, pierwszego prezydenta Niemieckiej Republiki Federalnej[g],
- tablica-relief Johna F. Kennedy’ego,
- tabliczka pamiątkowa Waltera Kolba, pierwszego po wojnie nadburmistrza Frankfurtu[22].